# Балданов, Сергей Доржиевич
Сергей Доржиевич Балданов (1963—2007) — советский и российский спортивный и общественный деятель; президент Федерации спортивного туризма и альпинизма Республики Бурятия с 1996 по 2007 годы. Стоял у истоков международного проекта «Большая байкальская тропа». 

## Биография
Родился 12 мая 1963 года в городе Закаменске.
Окончил среднюю школу № 33 города Улан-Удэ, где участвовал в школьном туристском кружке. В 1980 году поступил на машиностроительный факультет Восточно-Сибирского технологического института. В 1982 году стал членом студенческого туристского клуба «РИФ» и участвовал в своем первом спортивном походе на пик Алтан-Мундарга в Восточном Саяне. В августе 1984 года красноярские спортсмены пригласили команду «РИФ» в экспедицию на Южный Памир. С этого времени начинается отсчёт серьёзного спортивного туризма в Бурятии.

## Гибель
Сергей Балданов погиб в 2007 году от переохлаждения при восхождении на пик Победы на высоте 7 тысяч 200 метров. До вершины он не дошел 239 метров. Эта была его третья попытка покорить Пик Победы. Тело спортсмена осталось на высоте под названием Обелиск, где захоронены погибшие альпинисты. У Балданова остались супруга и сын.

## Память
- Имя Балданова было присвоено горной вершине на хребте Мунку-Сардык, расположенной на территории Республики Бурятия, с координатами 51°46,0' северной широты и 100°34,5' восточной долготы и абсолютной высотой 2914 метров[3][4].